# Ԗ
Ԗ (minuskule: ԗ) je v současné době již nepoužívané písmeno cyrilice. Bylo používáno pro zápis Mordvinských jazyků.